# CROPAT

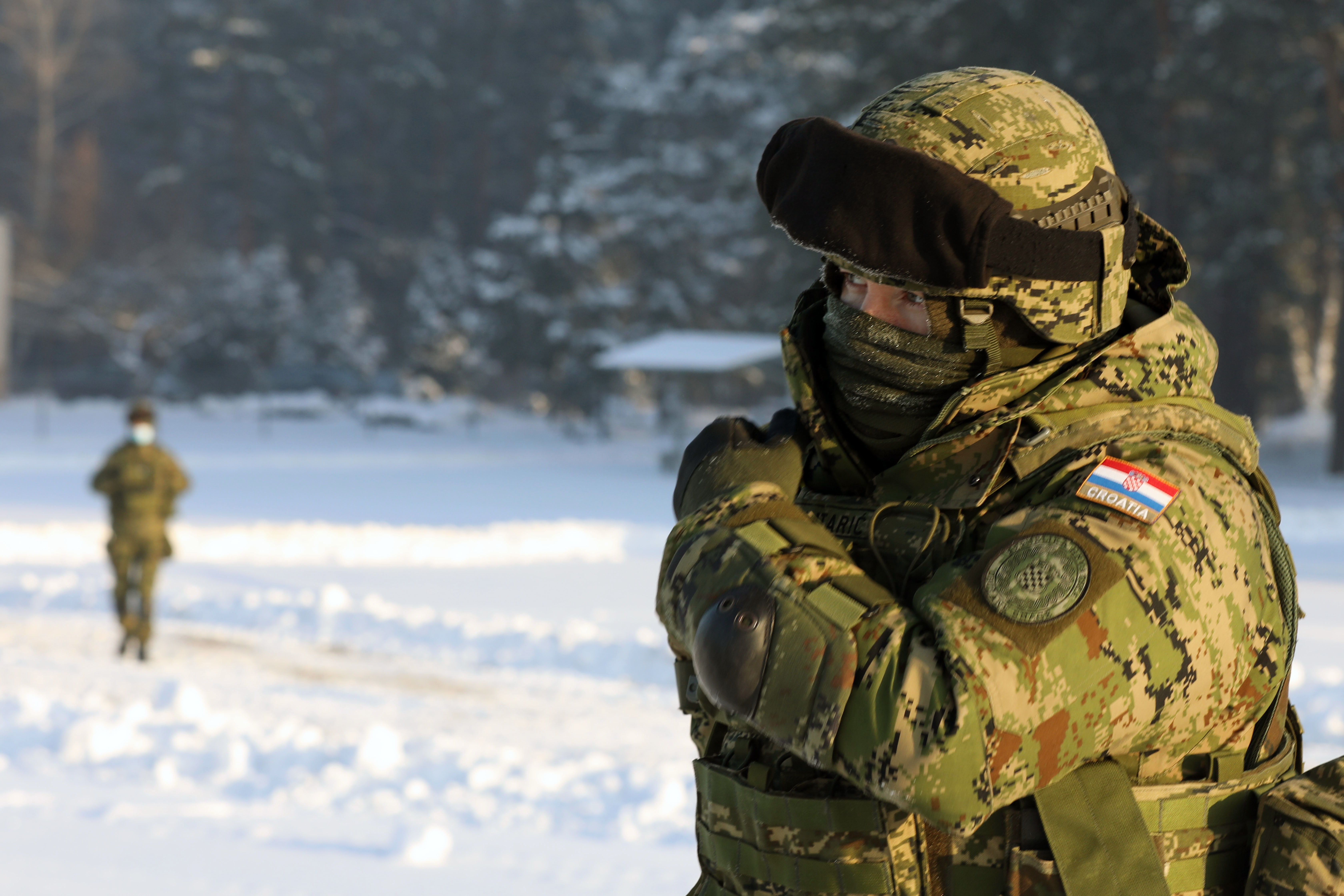
Kroatischer Soldat in CROPAT-Tarnkleidung bei einem NATO-Manöver in Polen (19. Januar 2021).

CROPAT (Akronym für englisch Croatian Pattern = Kroatisches Muster) ist ein militärisches Tarnmuster, das 2005 für die Tarnkleidung der Streitkräfte der Republik Kroatien eingeführt wurde. CROPAT ist ein verpixeltes Digital-Tarnmuster und wird je nach Teilstreitkraft, Verwendungszweck und Einsatzort in verschiedenen Farben von der Firma Kroko proizvodnja i razvoj d.o.o. in Zagreb gefertigt.

## Geschichte

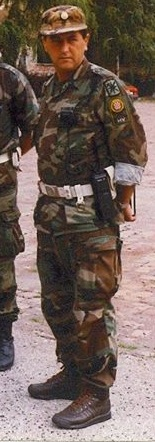
Kroatischer Militärpolizist in der bis 2005 verwendeten Uniform auf Basis des M81-Woodland-Tarnmusters.

CROPAT löste ein seit dem Kroatienkrieg (1991–1995) verwendetes Tarnmuster ab, das auf dem US-amerikanischen M81-Woodland-Tarnmuster basierte und in Kroatien produziert wurde.

## Beschreibung
Im CROPAT-Tarnmuster ist in regelmäßigen Abständen eine verpixelte Umrisskarte von Kroatien und an anderer Stelle die Buchstabenfolge OSRH (Abkürzung für kroatisch Oružane snage Republike Hrvatske = Streitkräfte der Republik Kroatien) zu finden.
Das Tarnmuster wird beim kroatischen Heer und den Luftstreitkräften in drei Farbvarianten verwendet. Für den Einsatz in gemäßigten Waldgebieten in Grün, in Wüstenzonen in Sandfarben und in urbanen Gebieten in Grau. Die kroatische Marine verwendet eine Variante in Blau.

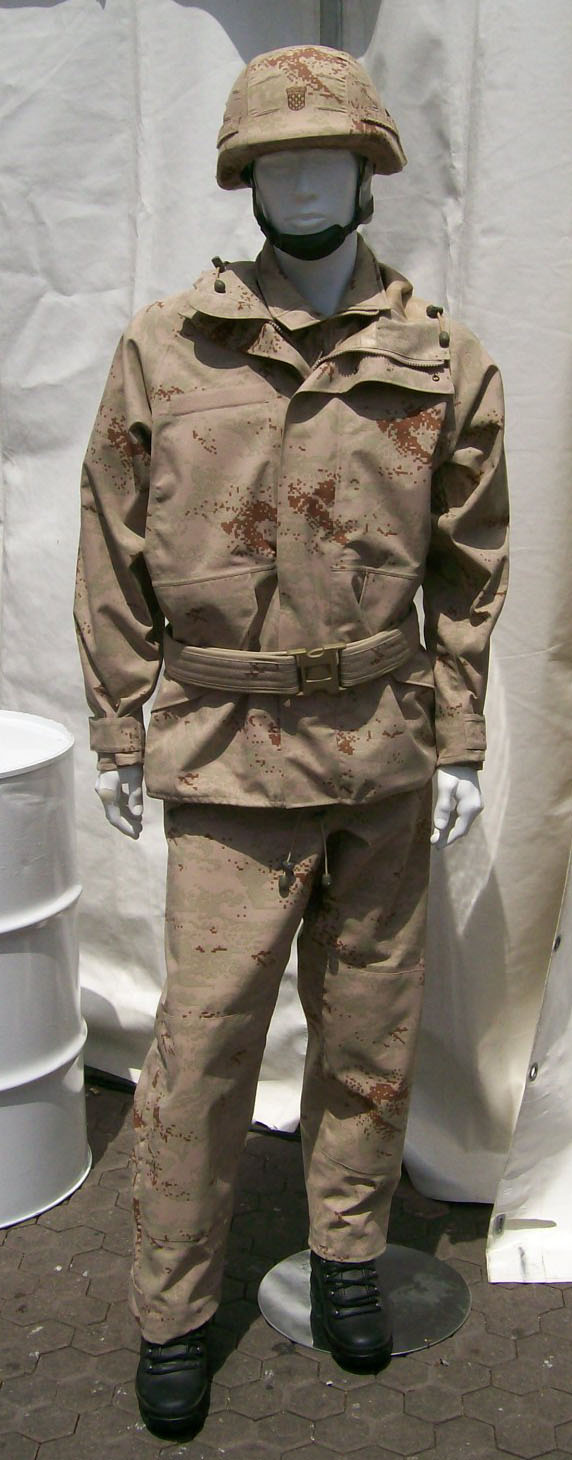
Sandfarben für Wüstenzonen
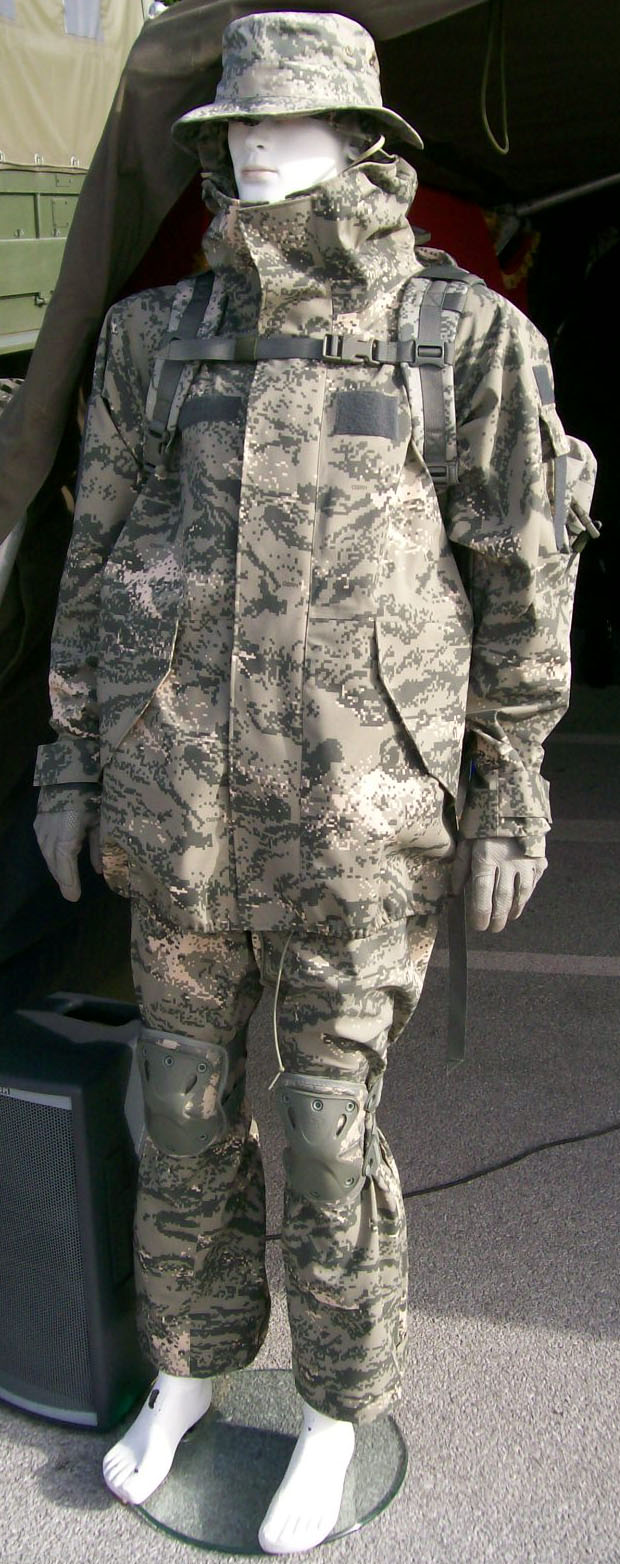
Grau für urbane Gebiete
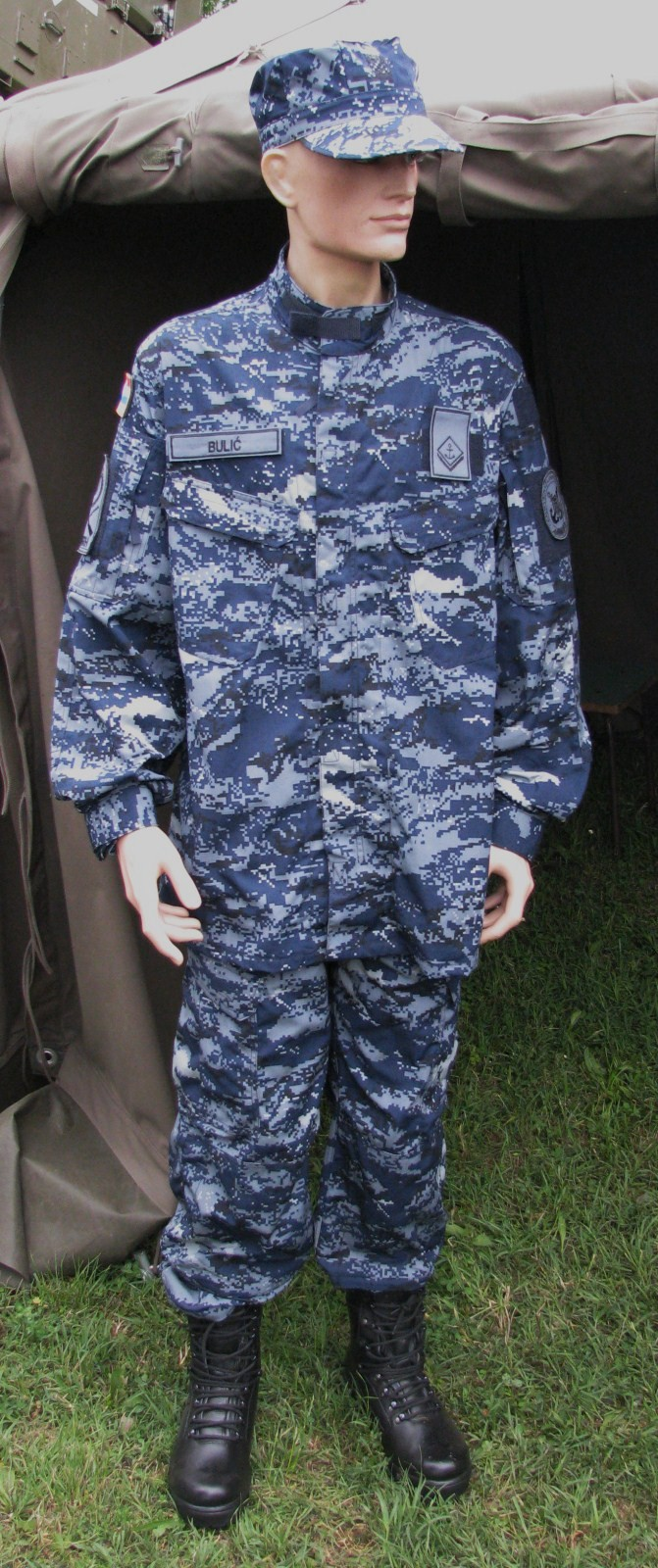
Blau für die Marine

## Verwendung

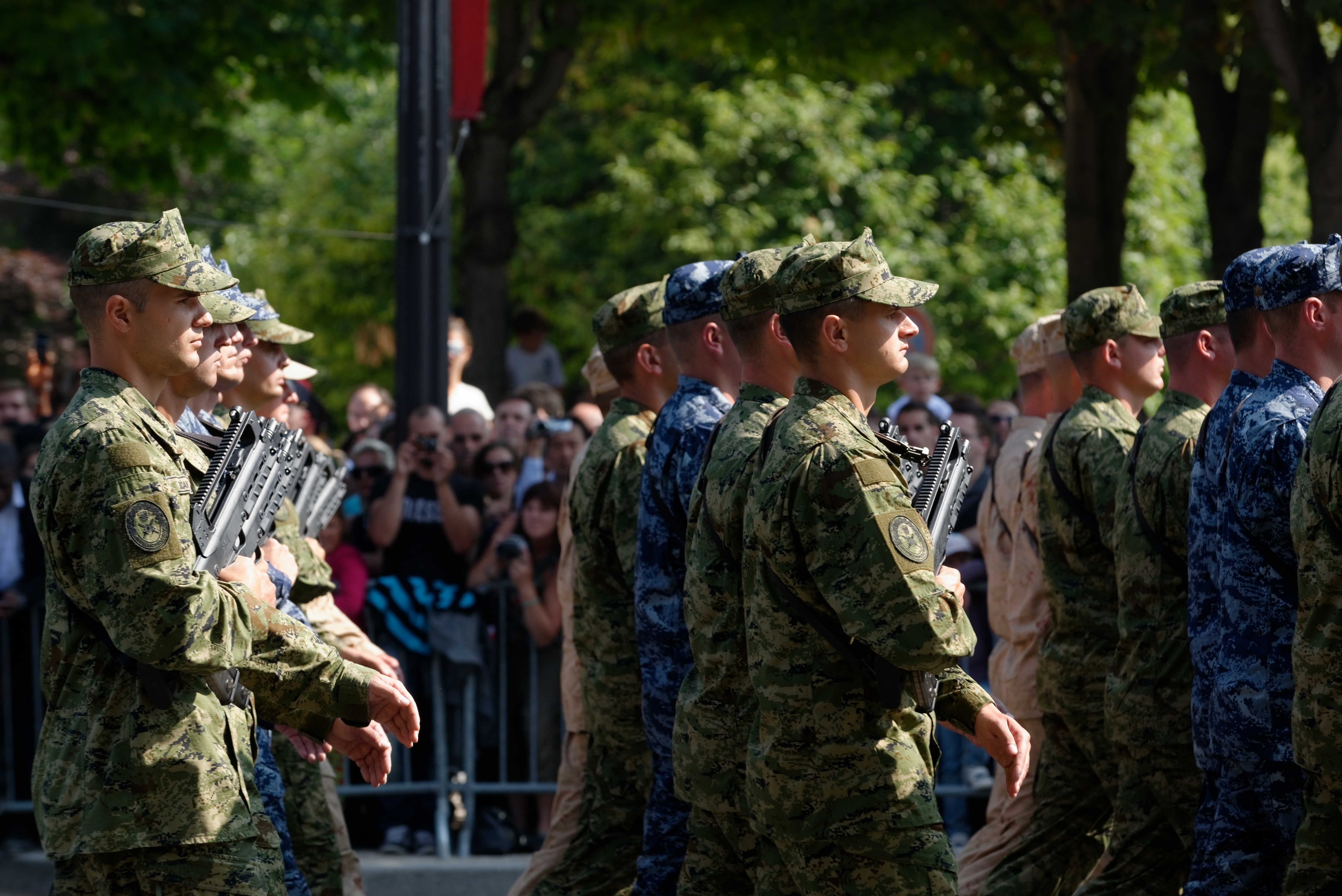
Gemischte Einheit der kroatischen Streitkräfte bei der Militärparade zum französischen Nationalfeiertag 2013 auf dem Champs Élysées in Paris. CROPAT-Tarnkleidung für das Heer und die Luftwaffe in Grün und in Sandfarben für die im Afghanistan-Krieg dienenden Soldaten. Für die Marine in Blau.

CROPAT-Tarnkleidung wird in der Regel während der Dienstzeit von allen aktiven Militärangehörigen in Einheiten bis zur Brigadeebene getragen. So bei militärischen Übungen und sonstigen Ausbildungsveranstaltungen, bei Gefechten und sonstigen Einsätzen, bei erhöhter Gefechtsbereitschaft, im Kriegszustand und bei der Wahrnehmung sonstiger Aufgaben im In- und Ausland. Um individuelle Aufgaben zu erfüllen, kann je nach Aufgabe eine spezielle CROPAT-Tarnkleidung entworfen werden.